# USラバー

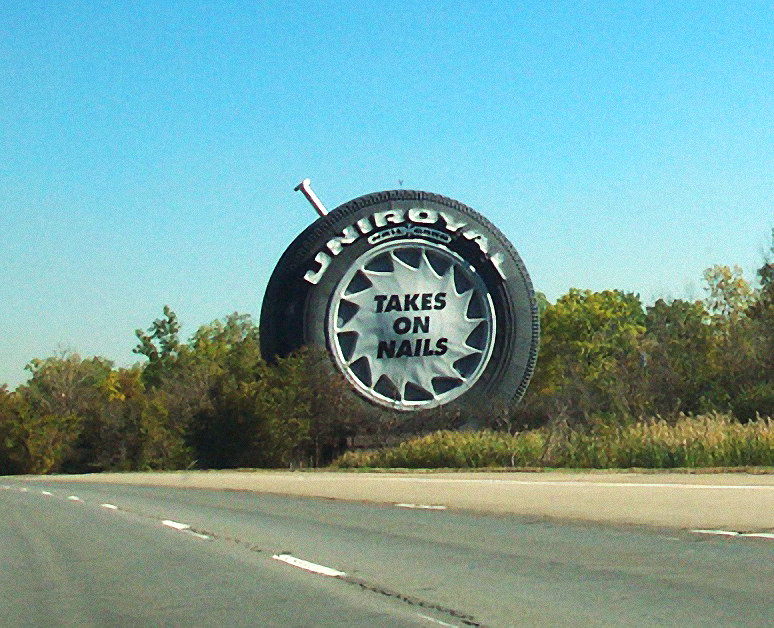
巨大なユニロイヤル・タイヤの広告（ミシガン州デトロイトにて）

USラバー社（ユーエスラバーしゃ、英語: United States Rubber Company、Uniroyal＝ユニロイヤルとして存続）は、アメリカ合衆国に本社を置くタイヤおよびその他の合成ゴム関連製品の専門メーカーである。
1892年にいくつかのゴム会社を合併してコネチカット州で設立され、その後ユニロイヤルを経て、1990年にフランスのミシュランに買収された。

## USラバーの誕生
USラバーは1892年、「トラストの父」（”Father of Trusts”）と呼ばれるチャールズ・フリント（Charles Ranlett Flint）により、いくつかのゴム会社を合併してコネチカット州ノーガタック（Naugatuck）で設立されたタイヤおよびその他の合成ゴム関連製品の米国メーカーであり、当時ダウ・ジョーンズ工業平均の元の12銘柄の1つであった。戦争中は阻害気球、軍靴、飛行機のゴム部品などを製造した。政府所有の弾薬、爆発物、運用および保守活動（O＆MA）などの軍事用のさまざまな物も請負業者が運営する施設で扱ってきた。

## ユニロイヤル
その後も様々な変遷があり、USラバーは、USラバーを始めジレット、ウォード、アトラス、およびUSロイヤルのブランドでタイヤを製造してきたが、1961年に製品と子会社の統一ブランドとしてユニロイヤル（Uniroyal）を採用し、社名もユニロイヤルとした。
ユニロイヤルの最もよく知られているタイヤは、1960年代に導入されたタイガーポー（Tiger Paw）であり、GMポンティアックGTO（Pontiac GTO）などの「マッスルカー」の標準装備品として搭載されていた。今日でも、ユニロイヤルはタイヤラインにTiger Pawブランド名も使用している。

## ユニロイヤル・グッドリッチ・タイヤ
1985年、投資家カール・アイカーンの敵対的企業買収に対して、経営者たちはクレイトン投資会社（Clayton & Dubilier）の資金を借りて私的企業にした。その時、ユニロイヤルは全米で5番目に大きなタイヤ会社であった。この際の借金を返済するために、ユニロイヤルは化学部門をエイヴァリー社（Avery, Inc.）に売却し、同業のBFグッドリッチと合併してユニロイヤル・グッドリッチ・タイヤとなった。本社はもとグッドリッチの本社・主要工場があるオハイオ州アクロンに置いた。

## ミシュランによる買収
ユニロイヤル・グッドリッチ・タイヤの初年度は経営状況がよかったが、次第に問題が大きくなり、1990年にはフランスのタイヤメーカーのミシュランに買収された。
今日、米国では約1,000人の労働者がミシュランに雇用され、Uniroyalブランドの製品を製造している。同社は長年、「米国のタイヤは良いタイヤです」と言うコーポレートメッセージを広告に使ってきた。
Uniroyalブランドのタイヤは1990年以降、ミシュランが北米、コロンビア、ペルー向けに販売しているが、それ以外の地域向けには、1979年に欧州ユニロイヤルを買収したドイツのコンチネンタルAGが販売している。

## 参照項目
- ミシュラン
- グッドイヤー
- コンチネンタル
- ドミーナ・ジャルバート - 元社員。パラフォイルの発明者。